# Zapora przeciwtransportowa
Zapora przeciwtransportowa – zapora inżynieryjna przeznaczona do wstrzymywania i niszczenia wszelkich środków transportowych przeciwnika. Obejmuje ona:
- miny drogowe, kolejowe i rzeczne,
- płytkie rowy,
- niewysokie bariery,
- różnego rodzaju niszczenia na liniach komunikacyjnych.